# Appius Claudius Pulcher (consul en -54)
Pour les articles homonymes, voir Appius Claudius Pulcher.
Appius Claudius Pulcher est un homme politique de la fin de la république romaine. Il est le fils d'Appius Claudius Pulcher (consul en -79), et le frère de Clodius.

## Biographie
- De 72 à 70 av. J.-C., il sert comme tribun militaire en Asie sous Lucullus qui l'a envoyé au roi arménien Tigrane II pour exiger la reddition de Mithridate VI.
- En 57 av. J.-C., il est préteur, puis propréteur en Sardaigne en 56 av. J.-C.
- En 54 av. J.-C., il est consul.
- En 53 av. J.-C., il est proconsul en Cilicie.
- En 50 av. J.-C., il soutient la faction conservatrice des optimates et expulse du sénat Salluste, un partisan de Jules César et des populares. La même année, il est également accusé de corruption par Publius Cornelius Dolabella (gendre de Cicéron), mais avec l'appui de Pompée, de Cicéron, de Brutus et de Quintus Hortensius il est acquitté.
- En 50 av. J.-C., il exerce la censure, avec une excessive sévérité.

Il a deux filles appelées Claudia ; l'aînée est mariée à Pompée le jeune et la cadette est la première épouse de Marcus Junius Brutus le jeune.